# TuS FC Arnfels
Der Turn- und Sportunion Fußballclub Arnfels war ein österreichischer Fußballverein aus Arnfels in der Steiermark. Der Verein spielte in der Regionalliga Mitte, der dritthöchsten Spielstufe Österreichs. Die Vereinsfarben waren gelb-schwarz. Hauptsponsor war das in Graz ansässige Bauunternehmen Schleich.

## Geschichte
Der Verein wurde am 27. August 1947 gegründet. Nach einem vorläufigen Ende des Vereins nach nur einem Jahr wurde er am 20. November 1948 neugegründet. Seit der Saison 1951/1952 nahm der Verein am Spielbetrieb des steirischen Fußballverbandes teil. Eine eigene U-15-Jugendmannschaft wurde erst 1971 gegründet. Der Verein stieg zum ersten Mal in der Saison 1980/81 in die 1. Klasse West auf.
Streitigkeiten innerhalb des Vorstandes führten letztlich zum Abstieg. Erst 1990/91 wurde der Wiederaufstieg in die 1. Klasse West geschafft. Im nächsten Jahr wurde durch einen zweiten Platz der erneute Aufstieg gefeiert, diesmal in die Unterliga West.
1994/95 begann dann die erfolgreichste Zeit des TuS FC Arnfels, als Karl Schleich als Hauptsponsor bei den Südsteirern einstieg. Mit Mario Zuenelli konnte ein ehemaliger österreichischer Nationalspieler als Spielertrainer verpflichtet werden. In der Saison 1996/1997 stieg die Mannschaft in die Oberliga Graz/Südwest auf.
1999 wurde Hans Kießner als Trainer verpflichtet. Im gleichen Jahr schaffte der Verein ungeschlagen den Aufstieg in die steirische Landesliga. Im selben Jahr wurde ein neuer Sportplatz errichtet. Im Oktober 2001 wurde der Fußballverein aus der Turn- und Sportunion ausgegliedert. Durch den dritten Platz in der ersten Landesligasaison konnte sich der Verein für den ÖFB-Cup qualifizieren. Spieler wie die ehemaligen SK-Sturm-Graz-Stars Ranko Popovic, Jan-Pieter Martens und Tomislav Kocijan konnten verpflichtet werden.
Gleich bei der ersten Cup-Teilnahme wurde das Achtelfinale erreicht. Arnfels schied gegen den GAK daheim vor 5.000 Zuschauer aus. Im Spieljahr 2002/2003 wurde der Aufstieg in die Regionalliga fixiert und es wurde wieder das Achtelfinale im ÖFB-Cup erreicht, gegen den österreichischen Rekordmeister Rapid Wien war Endstation.
2004 kam jedoch das finanzielle Aus für den Regionalligisten. Hauptsponsor und Geldgeber Karl Schleich trat von seiner Funktion als Präsident zurück, nachdem sich der Klub nicht mit der Gemeinde Arnfels über einen Stadionneubau einigen konnte. Der Mannschaft des schlussendlichen Tabellendritten der Regionalliga Mitte wurde vom Präsidenten vor dem letzten Spiel (ein 4:1-Sieg gegen den FC Blau-Weiß Linz am 4. Juni 2004) die geplante Vereinsauflösung mitgeteilt, welche schließlich am 25. Juli 2004 erfolgte.
Danach stellte der TuS FC Arnfels zwar noch diverse Jugendteams, aber keine Kampfmannschaft mehr. Derzeit (Saison 2018/2019) trägt der in SU Rebenland umbenannte Sportverein aus Leutschach an der Weinstraße seine Spiele in der Oberliga Mitte West in Arnfels aus.

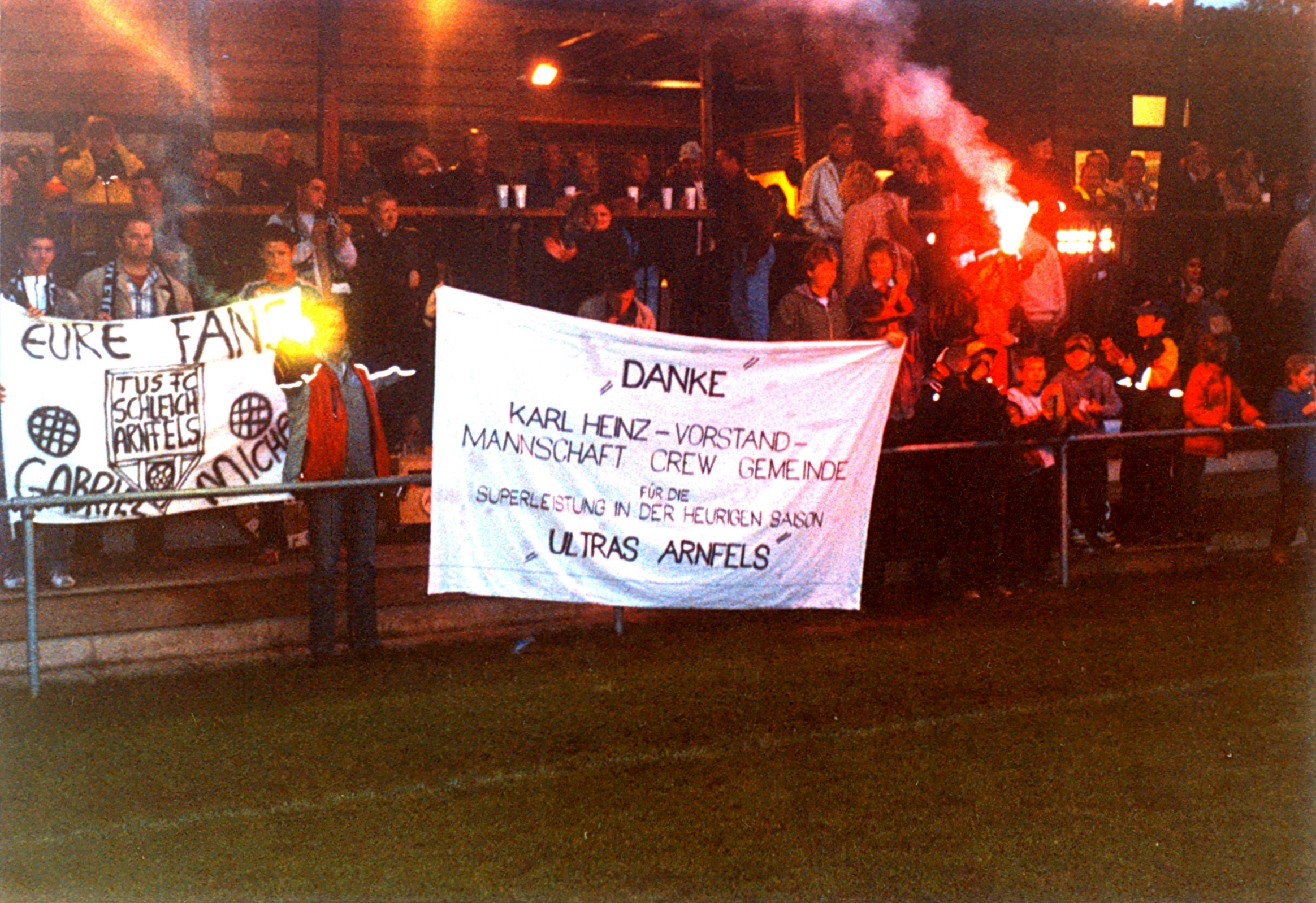
Der Arnfelser Anhang beim letzten Spiel (2004)
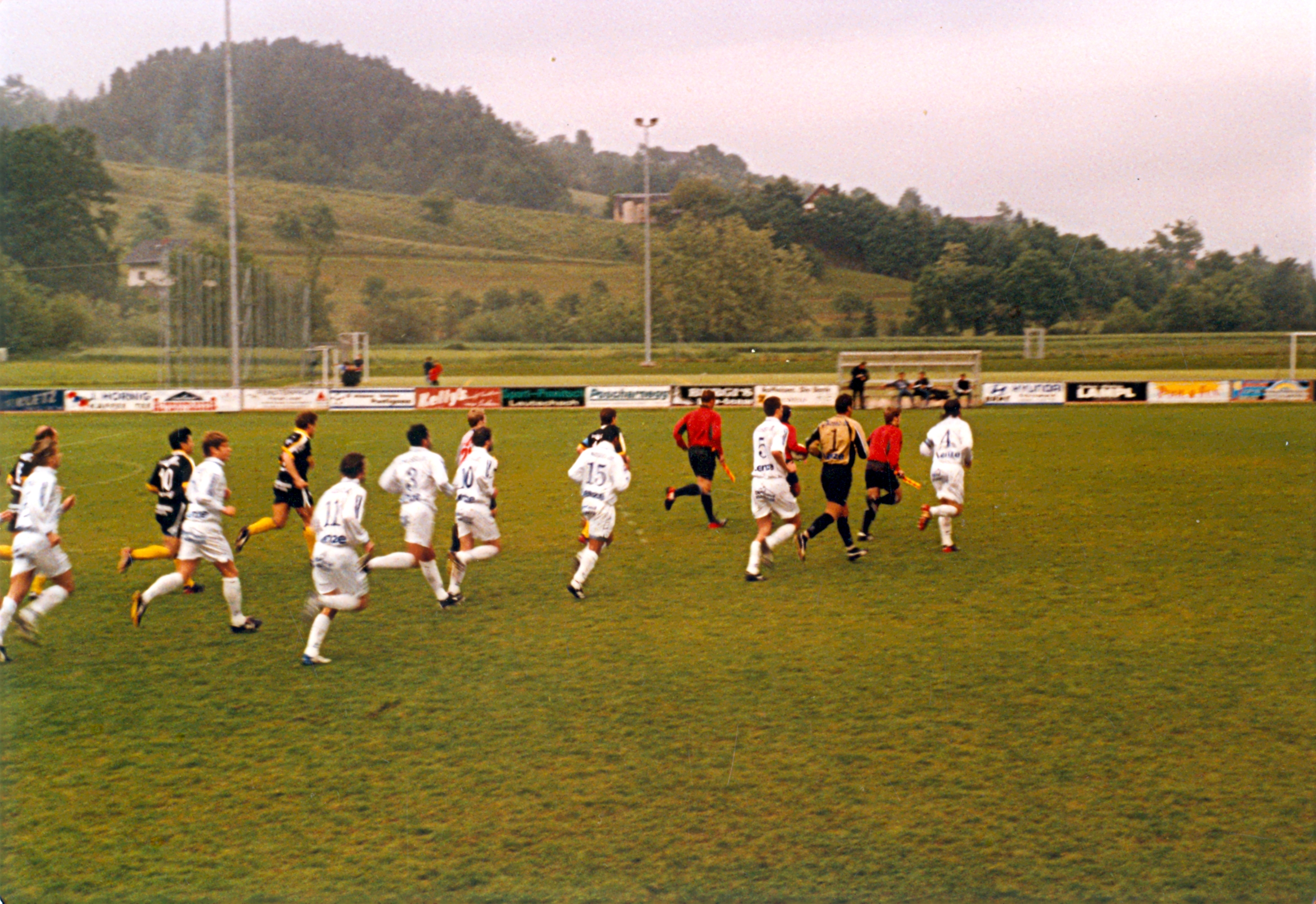
Die Kicker laufen zu ihrem letzten Match für Arnfels ein (2004)

### Ehemalige Spieler
- Ranko Popovic
- Mario Zuenelli
- Jan-Pieter Martens
- Tomislav Kocijan